# Junebäcken

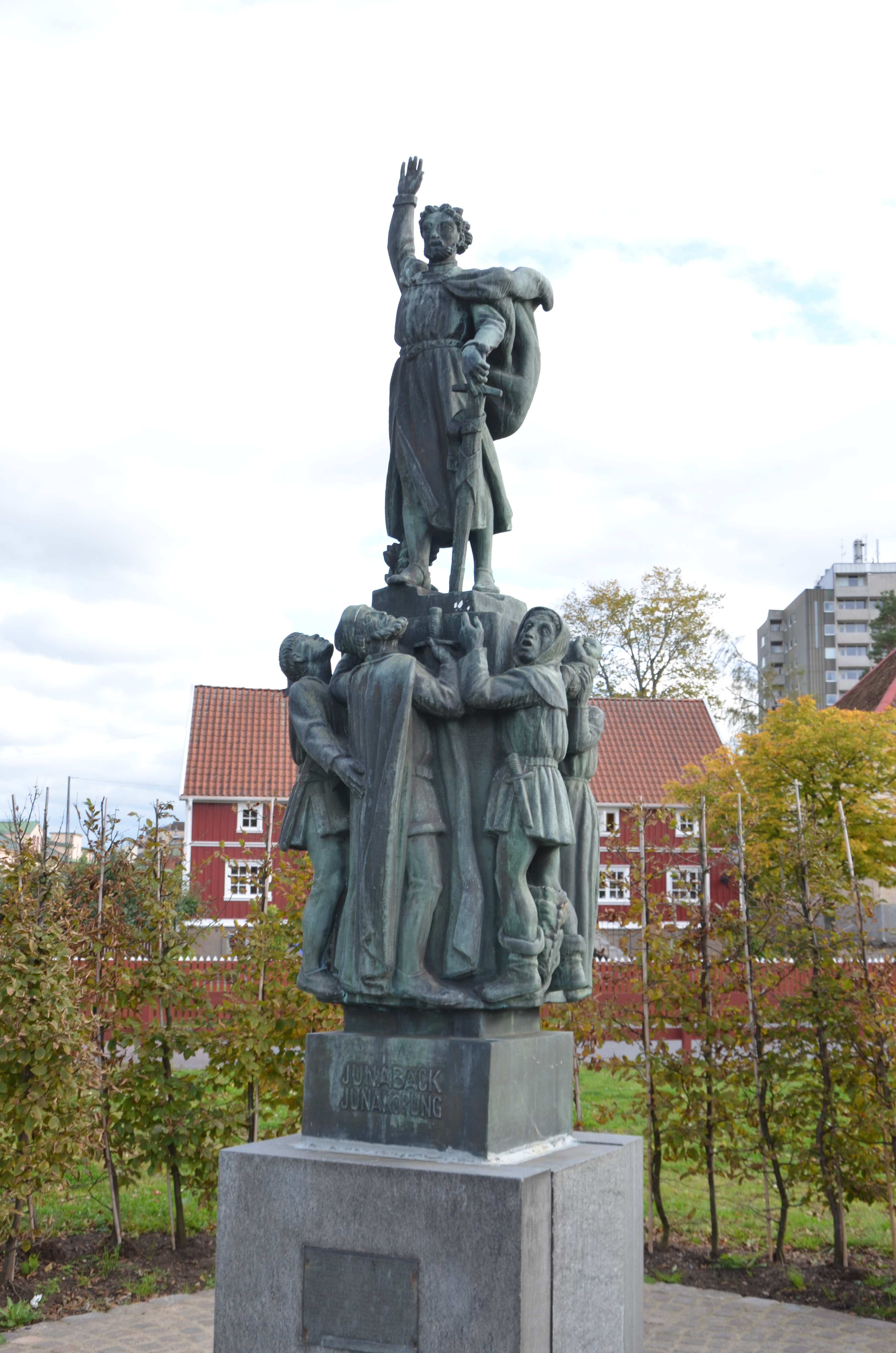
Junebäcksmonumentet av John Lundqvist vid platsen Talavid vid Junibäcken, där eskortmän för Eriksgatan växlade.

Junebäcken, tidigare Junebäck, är en å i Jönköpings kommun. Den har sannolikt givit namn åt staden Jönköping. Den var förr en gränsbäck mellan Tveta och Mo härader. . Förleden "iun" anses betyda ”ständigt flödande”, eller "aldrig sinande".
Junebäck var en av anhalterna i den medeltida Eriksgatan, och omnämndes i Äldre Västgötalagen, som vanligtvis dateras till omkring 1220. Vid Junebäck växlades eskort och gisslomän från östgötar till västgötar, senare från smålänningar till västgötar. Junebäckens utlopp i Vättern var Eriksgatans sydliga punkt.
Junebäcken rinner upp omkring 600 meter nordnordväst om Åsens gård i Sandseryds socken, ungefär tre kilometer västsydväst om Jönköping, mellan 220 och 225 meter över havet. Den hade tidigare sitt utlopp i Vättern vid Talavid, ungefär där Västra Storgatan möter Juneleden.

## Vattentäkt för staden
Efter koleraepidemin i Jönköping 1834 byggdes, efter viss fördröjning av finansieringsskäl, år 1864 Jönköpings första vattenverk på gården Åsen på höjderna sydväst om staden. Tre infiltrationsdammar anlades strax söder om gården Åsen. Något uppströms anlades också Åsendammen. Detta dammområde tjänstgjorde som vattenreservoar för staden och ersatte den tidigare dricksvattentäkten i Vättern, som blev svåråtkomlig efter byggandet av järnvägen utefter sjöns strand. Tappandet av Junebäckens fick till följd att bäcken mer eller mindre tömdes på sitt vatten. Återstoden av bäcken blev stillastående nedströms i den flacka dalgången mot Vättern. Detta ledde tillsammans med den oreglerade avfallshanteringen till sanitära olägenheter och därför aktualiserades under början av 1900-talet kulvertering av bäcken. Under åren 1912–1915 gjordes stora investeringar i staden avloppssystem, bland annat för att leda bräddavlopp till Junebäcken. 
På 1930-talet uppstod ny debatt om Junebäckens kulvertering. Samtidigt ledde vid denna tid den ekonomiska depressionen till igångsättning av offentliga arbeten, till exempel i Jönköping till anläggandet av Jönköpings flygplats. Sanering av Junebäcken blev ett annat sådant AK-arbete.

## Junebäcksparken
Efter beslutet om igenfyllning av Junebäcken engagerade sig riksantikvarie Sigurd Curman 1933 i frågan och medverkade i att en kompromiss gjordes genom att bevara bäcken öppen på en sträcka av minst 100 meter från omkring 50 meter från Västra Storgatan och söderut, med en plantering och ett minnesmärke som erinrade om bäckens historiska betydelse. En park, ritad av stadsarkitekten Göran Pauli och John Lundqvist, blev klar på 1946 och där restes det av John Lundqvist skapade Junebäcksmonumentet i brons, som framställer en medeltidskung som på sin Eriksgata vid Junebäck tas emot av allmogemän och gisslomän. 
Ett 3,5 kilometer långt park- och gångstråk går numera i dalen längs Junebäckens sträckning från Vattenledningsparken via Karlaparken, Dalagatan och Friaredalen, till Talavid. Själva bäcken rinner längs Dalagatan innan den går in i en kulvert, för att bli synlig igen i Friaredalen. Därefter rinner den i ledning ut till Vättern.
Vid Talavid vid Junebäckens mynning invigdes 1940 Västra reningsverket för att åtgärda den då problematiska föroreningen av Vätterns vatten. Dessförinnan pumpades kloakvatten där orenat ut i sjön. Reningsverket låg huvudsakligen under jord. Ovan jord fanns en maskin- och manskapsbyggnad, som ritades av Göran Pauli. Byggnaden och reningsverket revs 2012 Ett nytt avloppsreningsverk har uppförts i den tidigare Junebäcksparken. Själva Junebäcksmonumentet hade på 1980-talet flyttats till östra sidan om Junegatan.